# Valoissa
Valoissa – czwarty album fińskiego zespołu Indica. Został wydany w 2008 roku. Producentem był Tuomas Holopainen.
Album zajął trzecie miejsce na fińskich listach przebojów, co jest najwyższym zajętym przez Indikę miejscem na top listach. Został wyprodukowany przez Tuomasa Holopainena, klawiszowca zespołu Nightwish. Indica pracowała nad albumem podczas nordyckiej trasy z Nightwishem.
Pierwszym singlem do albumu zostało Pahinta tänään drugim tytułowa Valoissa, a trzecim i ostatnim 10h myöhässä. do każdego singla nakręcono teledysk.

## Lista utworów
1. Elä (Live) - 3:24
2. Pahinta tänään (Worst of Today) - 3:24
3. 10 h myöhässä (Ten Hours Late) - 3:40
4. Hiljainen maa (Quiet Land) - 4:54
5. Askeleet (Steps) - 4:04
6. Sanoja (Words) - 3:13
7. Valoissa (In The Lights) - 4:07
8. Täältä pois (Away From Here) - 3:41
9. Pyromaani (Pyromaniac) - 3:37
10. Hämärää (Murk) - 4:16
11. Ei enää (No More) - 6:57

## Single
- Pahinta tänään promo+ internetowy singiel
- Valoissa promo + internetowy singiel
- 10h myöhässä promo+ internetowy singiel

## Teledyski
- Pahinta tänään
- Valoissa
- 10h myöhässä

Reżyserem wszystkich teledysków był Jesse Hietanen.